# Jon Maia
Jon Maia Soria (Villarreal de Urrechua, 25 de junio de 1972) es un bertsolari, cantante, escritor y documentalista español.

## Biografía
A los seis años su familia se mudó a Zumaya, donde vive en la actualidad. Estudió Filología Vasca en Vitoria, trabajó como profesor de euskera en Alfabetatze Euskalduntze Koordinakundea (AEK). Comenzó joven en el versolarismo gracias a Joanito Dorronsoro. En sus comienzos ganó premios y certámenes: en 1989 fue campeón interescolar del País Vasco, en 1989 y 1990 ganó el premio Xenpelar Saria (de Rentería), el campeonato de Zumaya en los años 1987 y 1990. Aunque no llegó a la final de los campeonatos absolutos provinciales y nacionales hasta el año 1997. Hasta entonces había llegado a las semifinales de Guipúzcoa en los años 1991 y 1995, y también consiguió un cuarto puesto en el campeonato nacional de 1993. Tras ser finalista en 1997, repitió en los años 2001, 2005 y 2009. A partir de esos años ha quedado consagrado en la élite del versolarismo.

## Actividades
Versolari
- En 1983 comenzó en la escuela de versos de Zumaya.
- Desde 1987 versolari de plaza en plaza.
- Profesor en la escuela de Zumaya para niños y jóvenes.
- Profesor de la escuela de versos de Vitoria.
- Profesor en la escuela de versos de Cestona.
- En 1997, 2001, 2005 y 2009 finalista en la competición de versos profesional.

Literatura
- Irudika idurika (Gatuzain): libro escrito junto al pintor Mikel Dalbret, en el que mezclan la pintura y los versos.
- Zikloak (Arabera): libro escrito junto al fotógrafo Joseba Olalde, en el que mezclan la fotografía y los versos.
- Riomundo (Txalaparta): novela.
- Apaizac obeto (Elkar): aventura, historia y crónica (libro).
- Berriak jaio ginen (Lanku) 2017

Guionista
- Redactor de Mihiluze (ETB1).
- Guionista de la serie Martina (ETB3).
- Udazkeneko loreak (ETB1).
- Documental Bidaia intimoak.
- Documental Apaizac obeto.

Música
- Letrista: Negu Gorriak, Gozategi, Bizkar Hezurra, Soziedad Alkoholika, Zaldibobo, Anari, Def con Dos, Mikel Urdangarin, Benito Lertxundi, Imuntzo eta Beloki, Gari, Esne Beltza, Ken Zazpi, Korrika, Araba Euskaraz, Nafarroa Oinez...
- Creador, cantante y letrista del grupo Karidadeko Benta (Gaztelupeko Hotsak). Publicaron tres discos: Karidadeko Benta, Amore amore y San Quirico.
- Iniciativa Bertsojazz. En el jazzaldi de San Sebastián partidario de la mezcla entre el jazz y los versos.
- Componente del proyecto musical Hezur Beltzak, junto con el acordeonista Gorka Hermosa y el guitarrista Pitti[2]

Medios de comunicación.
- Prensa: colaborador de los periódicos Egin y Gara, también colaborador en las revistas Nabarra y Zazpika.
- Radio: en la emisora Hala Bedi como guionista y presentador del programa "Punto eta koma" y colaborador en Euskadi Irratia.
- Televisión: ha participado en varias tertulias de ETB.
- Internet: creador y responsable del blog Itsasotik begira.

Audiovisuales
- Director y guionista del documental Bidaia intimoak (Viajes íntimos) (2009) (Producciones Orio, Korrika).
- Director y guionista del documental Apaizac Obeto (2010) (Producciones Orio).
- Director y guionista del documental Gazta zati bat (Un pedazo de queso) (2012) (productora Nazioen mundua).

Otros
- Sobre la emigración castellana:  https://www.youtube.com/watch?v=MiuzZ5UojFM
- Traductor: ha realizado traducciones de castellano-euskera como traductor autónomo.
- Profesor: Profesor de euskera. AEK, Inlingua.
- Partidario y cronista de la expedición Apaizac Obeto (Organización mar cultura-Parcs Canada).
- Partidario del Bertsojazz (versojazz).
- Impulsor del proyecto para la apertura del Ballenero San Juan por la organización mar cultura Albaola.
- Ha escrito un libro llamado "Berriak Jaio Ginen" publicado, presentado el pasado 16 de noviembre de 2017 en **Plateruenea Kafe Antzokia** en Durango. La editorial de este libro es la bilbaína Elkar